# 長谷川貞信 (5代目)
5代目長谷川 貞信（はせがわ さだのぶ、昭和21年（1946年）‐ ）は、日本の女性画家、日本画家、浮世絵師。長谷川笑子とも。

## 来歴
4代目長谷川貞信の長女。父に絵を学んだ後、中村貞以に師事した。主に国立文楽劇場の絵看板、松竹座や南座の番付の挿絵を描いている。平成10年（1998年）、5代目長谷川貞信を襲名した。日本美術院特待。住吉大社、大阪天満宮、道明寺天満宮の絵所預。くずは体育文化センター、大阪よみうり文化センター梅田校他の日本画講師を務める。

## 作品
- 「立雛」 紙本着色   「笑子」の落款
- 「牡丹」 紙本着色  「笑子」の落款